# إدريس أحمد عبد القادر
إدريس أحمد عبد القادر إدريس هو معتقل يمني في معتقل غوانتانامو الأمريكي في كوبا. والرقم التسلسلي الخاص به هو 35، ولد في عام 1979 في اليمن، اعتقل إداريًا خارج نطاق القانون في 8 يونيو 2002 بدون توجيه أي تهم جنائية، تم نقله إلى سلطنة عمان في 13 يونيو 2015.

## سيرته
تخرج إدريس من المدرسة الثانوية في عام 1996، والتحق بجامعة صنعاء لمدة عامين. ثم عمل في وزارة الزراعة اليمنية، أقنعه أحد الأشخاص بالسفر إلى أفغانستان لتعليم القرآن الكريم في عام 1999، سافر بالفعل إلى أفغانستان، وقضى ثمانية أشهر يقوم تعليم القرآن الكريم في مسجد الرحمن في قندهار، وبعد الغزو الأمريكي لأفغانستان سافر إدريس إلى خوست في 15 نوفمبر 2001. وأثناء عبور الحدود مع باكستان تم القبض عليه مع أخرين من قبل المسؤولين الباكستانيين في 15 ديسمبر 2001.
تم نقله إلى غوانتانامو بعد أكثر من ستة أشهر، في 8 يونيو 2002.